# Titus Sextius Lateranus
Titus Sextius Lateranus war ein römischer Politiker und Senator.
Sein vollständiger Name war Titus Sextius Lateranus Marcus Vibius Ovel(lius?) … Secundus Lucius Volusius (Torquatus?) Vestinus. Lateranus stammte aus einer republikanischen Familie und war wahrscheinlich ein Sohn des Titus Sextius Cornelius Africanus, der im Jahr 112 Konsul gewesen war, und ein Enkel des Titus Sextius Magius Lateranus, der im Jahr 94 das Konsulat bekleidet hatte. 
Er war sodalis Hadrianalis, Mitglied eines Priesterkollegiums, das dem vergöttlichten Kaiser Hadrian gewidmet war, und IIIvir auro argento aere flando feriundo, also Mitglied des Triumvirats für die Prägung von Gold-, Silber- und Bronzemünzen. Ferner diente er als quaestor Augusti, und als Praetor, bevor er im Jahr 154 zusammen mit dem späteren Kaiser Lucius Verus ordentlicher Konsul wurde; dies ist durch eine Inschrift und die Fasti Ostienses belegt. Im Amtsjahr 168/169 (oder 170/171) wurde er Prokonsul der Provinz Africa. Sein Sohn Titus Sextius Magius Lateranus war im Jahr 197 Konsul.